# Bufoides meghalayanus
Bufoides meghalayanus es una especie de anfibio anuro de la familia de sapos Bufonidae, siendo endémica del noroeste de la India. Era la única especie del género Bufoides hasta la redescripcion de Bufoides kempi en 2022.